# Осинцы (Кировская область)
Осинцы — деревня в Слободском районе Кировской области в составе Ленинского сельского поселения.

## География
Находится на расстоянии примерно менее 4 км на запад от посёлка Вахруши.

## История
Известна с 1671 года как деревня Шепелевская с 2 дворами. В 1764 году здесь было учтено 83 жителя. В 1873 году учтено было дворов 16 и жителей 99, в 1905 19 и 119, в 1926 32 и 161, в 1950 23 и 98. В 1989 году проживало 167 человек. Нынешнее название окончательно закрепилось с 1939 года.

## Население
Постоянное население составляло 156 человека (русские 84 %) в 2002 году, 155 — в 2010.